# Katholieke Kerk in Chili

Chili

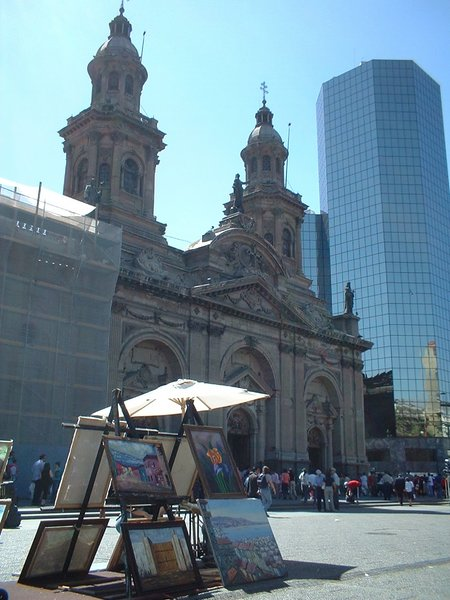
Kathedraal van Santiago

De Katholieke Kerk in Chili is een onderdeel van de wereldwijde Katholieke Kerk, onder het geestelijk leiderschap van de paus en de curie in Rome.
In 2005 waren ongeveer 11.630.000 (74,5%) inwoners van Chili katholiek. Chili bestaat uit 24 bisdommen die de Romeinse ritus volgen, waaronder 5 aartsbisdommen, verder zijn er een territoriale prelatuur, een apostolisch vicariaat en een militair ordinariaat. De bisdommen en territoriale prelaturen zijn verspreid over 5 kerkprovincies. Het apostolisch vicariaat en het militair ordinariaat vallen direct onder de Heilige Stoel. De bisschoppen zijn lid van de bisschoppenconferentie van Chili. President van de bisschoppenconferentie is Ricardo Ezzati Andrello, aartsbisschop van Santiago de Chile. Verder is men lid van de Consejo Episcopal Latinoamericano.
De aartsbisschop van het aartsbisdom Santiago de Chile wordt veelal als de facto primaat van Chili gezien.
Apostolisch nuntius voor Chili is sinds 15 maart 2025 aartsbisschop Kurian Mathew Vayalunkal.
Chili heeft eenmaal een bezoek gehad van een paus. Paus Johannes Paulus II bezocht het land in 1987. Het land heeft twee kardinalen, waarvan een kardinaal-elector (augustus 2012).

## Bisdommen

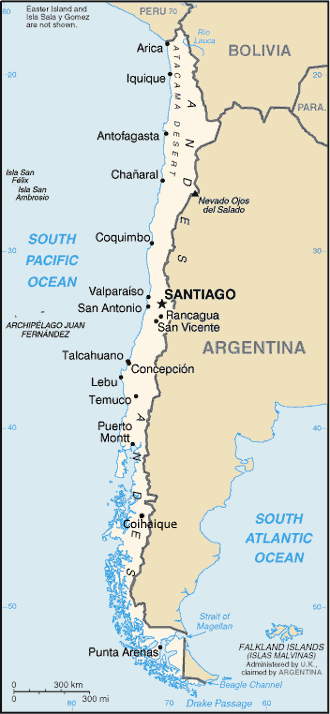
Kaart van Chili.

| - Aartsbisdom - Bisdom |

- Antofagasta
  - Iquique
  - San Juan de Calama
  - San Marcos de Arica
- Concepción/Santissima Concezione
  - Chillán
  - Santa María de los Ángeles
  - Temuco
  - Valdivia
  - Villarrica
- La Serena
  - Copiapó
  - Illapel (Territoriale prelatuur)
- Puerto Montt
  - Osorno
  - Punta Arenas
  - San Carlos de Ancud/Ancud
- Santiago de Chile
  - Linares
  - Melipilla
  - Rancagua
  - San Bernardo
  - San Felipe
  - Talca
  - Valparaíso
- Direct onder de Heilige Stoel
  - Apostolisch vicariaat Aysén
  - Militair ordinariaat

## Nuntiussen
- Apostolisch internuntius
  - Aartsbisschop Enrico Sibilia (31 augustus 1908 - april 1914, later kardinaal)
- Apostolisch nuntius
  - Aartsbisschop Sebastiano Nicotra (18 december 1916 - 1918)
  - Aartsbisschop Benedetto Aloisi Masella (15 december 1919 - 26 april 1927, later kardinaal)
  - Aartsbisschop Ettore Felici (6 november 1927 - 20 april 1938)
  - Aartsbisschop Aldo Laghi (28 augustus 1938 - 2 januari 1942)
  - Aartsbisschop Maurilio Silvani (1942 - 4 november 1946)
  - Aartsbisschop Mario Zanin (蔡寧; 31 maart 1947 - 7 februari 1953)
  - Aartsbisschop Sebastiano Baggio (1 juli 1953 - 12 maart 1959, later kardinaal)
  - Aartsbisschop Opilio Rossi (25 maart 1959 - 25 september 1961, later kardinaal)
  - Aartsbisschop Gaetano Alibrandi (5 oktober 1961 - 9 december 1963)
  - Aartsbisschop Egano Righi-Lambertini (9 december 1963 - 8 juli 1967, later kardinaal)
  - Aartsbisschop Carlo Martini (5 augustus 1967 - 6 juli 1970)
  - Aartsbisschop Sotero Sanz Villalba (16 juli 1970 - 24 november 1977)
  - Aartsbisschop Angelo Sodano (30 november 1977 - 23 mei 1988, later kardinaal)
  - Aartsbisschop Giulio Einaudi (23 september 1988 - 29 februari 1992)
  - Aartsbisschop Piero Biggio (23 april 1992 - 27 februari 1999)
  - Aartsbisschop Luigi Ventura (25 maart 1999 - 22 juni 2001)
  - Aartsbisschop Aldo Cavalli (28 juni 2001 - 29 oktober 2007)
  - Aartsbisschop Giuseppe Pinto (6 december 2007 - 10 mei 2011)
  - Aartsbisschop Ivo Scapolo (15 juli 2011 - 29 augustus 2019)
  - Aartsbisschop Alberto Ortega Martín (7 oktober 2019 - 14 mei 2024)
  - Aartsbisschop Kurian Mathew Vayalunkal (sinds 15 maart 2025)

## Kardinalen

### Huidige kardinalen
Het land heeft drie kardinalen. Alle drie zijn 80 jaar of ouder en mogen dus niet stemmen in een toekomstig conclaaf. Tussen haakjes staat het jaar waarin ze kardinaal gecreëerd zijn.
- Francisco Javier Errázuriz Ossa (2001)
- Ricardo Ezzati Andrello (2014)
- Celestino Aós Braco (2020)

### Overleden kardinalen van Chili
- José María Caro Rodríguez (1946)
- Raúl Silva Henríquez (1962)
- Juan Francisco Fresno Larraín (1985)
- Carlos Oviedo Cavada (1994)
- Jorge Medina Estévez (1998)
- Antonio José González Zumárraga (2001)

### Andere kardinalen gerelateerd aan Chili
- Enrico Sibilia (1935)
- Benedetto Aloisi Masella (1946)
- Sebastiano Baggio (1969)
- Opilio Rossi (1976)
- Egano Righi-Lambertini (1979)
- Angelo Sodano (1991)

## Pauselijk bezoek
Chili heeft tweemaal een bezoek gehad van een paus. 
- 1 april 1987 - 4 juni 1987: pastoraal bezoek van paus Johannes Paulus II aan Chili.
- 15 januari 2018 - 18 januari 2018: pastoraal bezoek van paus Franciscus aan Chili.